# Phytoecia croceipes
Phytoecia croceipes là một loài bọ cánh cứng trong họ Cerambycidae.